# جنگل‌های کاج حاره‌ای سوماترا
جنگل‌های کاج حاره‌ای سوماترا (انگلیسی: Sumatran tropical pine forests) بوم‌ناحیه‌ای از نوع جنگل‌های سوزنی‌برگ حاره‌ای و جنب‌حاره‌ای در جزیره سوماترای اندونزی است. این درختان بر روی دامنه‌های پرشیب‌تر سوماترا به‌ویژه در شمال جزیره و در نزدیکی دریاچه توبا یافت می‌شود. این بوم‌ناحیه دارای اقلیم جنگل‌های بارانی حاره‌ای است.
این بوم‌ناحیه از معدود مناطقی است که می‌توان درختان کاج را در مناطق حاره‌ای دید، به‌ویژه گونه غالب آن یعنی کاج سوماترا که که در مناطقی پدید آمده است که جنگل‌های بارانی در طول تاریخ به دلیل حوادثی از جمله زمین‌لغزش و آتش‌سوزی جنگل‌ها و همچنین پاکسازی انسان‌ها دچار اختلال شده است.